# Champier
Champier är en kommun i departementet Isère i regionen Auvergne-Rhône-Alpes i sydöstra Frankrike. Kommunen ligger i kantonen La Côte-Saint-André som tillhör arrondissementet Vienne. År 2022 hade Champier 1 583 invånare.

## Befolkningsutveckling
Antalet invånare i kommunen Champier
Referens:INSEE